# Keenesburg
Keenesburg es un pueblo ubicado en el condado de Weld en el estado estadounidense de Colorado. En el Censo de 2010 tenía una población de 1.127 habitantes y una densidad poblacional de 192,11 personas por km².

## Geografía
Keenesburg se encuentra ubicado en las coordenadas 40°6′46″N 104°28′57″O / 40.11278, -104.48250. Según la Oficina del Censo de los Estados Unidos, Keenesburg tiene una superficie total de 5.87 km², de la cual 5.79 km² corresponden a tierra firme y (1.24%) 0.07 km² es agua.

## Demografía
Según el censo de 2010, había 1.127 personas residiendo en Keenesburg. La densidad de población era de 192,11 hab./km². De los 1.127 habitantes, Keenesburg estaba compuesto por el 91.84% blancos, el 0.09% eran afroamericanos, el 0.8% eran amerindios, el 0.35% eran asiáticos, el 0% eran isleños del Pacífico, el 3.73% eran de otras razas y el 3.19% pertenecían a dos o más razas. Del total de la población el 10.47% eran hispanos o latinos de cualquier raza.